# 杨建
杨建（1953年—），山东荷泽人，汉族，中华人民共和国政治人物、第十一届全国人民代表大会广西地区代表。
毕业于中央党校经济管理专业，是中共党员。担任广西南宁海关关长。2008年起担任全国人大代表。